# Todbjerg
Todbjerg er en landsby i Østjylland med 200 indbyggere i byområdet (2019), beliggende i Todbjerg Sogn 15 kilometer nord for Aarhus Centrum. Landsbyen ligger i Aarhus Kommune og hører til Region Midtjylland.
Todbjerg er både en 103 meter høj bakke og en landsby. På toppen af bakken, Møllebakken, er der et udsigtstårn, Todbjerg Tårnet. Indtil i 1900-tallet bestod Todbjerg af ni firelængede gårde i fuld aktivitet. Gårdene dannede landsbyens front ud mod landskabet. Inden for kransen
af gårde havde købmanden, smeden, træskomanden og andre håndværkerne deres huse. Fire af gårdene er der endnu, heraf er de to aktive. Tæt ved kirken lå skolen.

## Landsbyen i dag
I dag er Todbjerg et meget aktivt landsbysamfund, hvor der blandt andet arrangeres: fastelavnssoldater, Grundlovsfest ved Todbjerg Tårnet, sankthansfest ved byens forsamlingshus, marked og gadefodbold i august, julebanko i december samt fællesspisninger i forsamlingshuset. Hver andet år er der normalt dilettant i forsamlingshuset.
Derudover er der diverse foreninger og laug.

## Galleri
- Genforeningsanlæg i anledning af genforeningen i 1920 med Sønderjylland
- Mindesten for kong Christian 10.'s 70 års fødselsdag den 26/9 1940
- Mindesten for indvielsen af sportspladsen den 16/6 1940
- Mindesten for befrielsen efter 2. Verdenskrig